# Nomorhamphus kolonodalensis
Nomorhamphus kolonodalensis är en fiskart som beskrevs av Meisner och Louie 2000. Nomorhamphus kolonodalensis ingår i släktet Nomorhamphus och familjen Hemiramphidae. Inga underarter finns listade i Catalogue of Life.